# Hamiota
Hamiota es un municipio canadiense situado en la provincia de Manitoba.

## Superficie
Hamiota tiene una superficie de 577,68 km².

## Demografía
En 2021, tenía 1234 habitantes, una densidad poblacional de 2,1 hab./km², y 610 viviendas.